# Satellite Award/Humanitarian Award
Der Humanitarian Award ist, dem Auteur Award nachempfunden, eine besondere Auszeichnung der International Press Academy (IPA) für außergewöhnliche, nachhaltige Leistungen und wird für besonderes, soziales Engagement außerhalb der Filmindustrie verliehen. Die Trophäe ähnelt auch optisch dem Auteur Award und wurde als solche ebenfalls vom dalmatinischen Bildhauer Ante Marinović geschaffen.
Anders als bei der Verleihung der sonstigen Satellite Awards, deren Preisträger durch stimmberechtigte Mitglieder der IPA nominiert werden, werden die Preisträger des Humanitarian Award durch den Vorstand und den Vorsitzenden der IPA bestimmt.

## Preisträger
- 2010: Connie Stevens
- 2011: Tim Hetherington
- 2012: Benh Zeitlin
- 2014: Sebastian Junger
- 2015: Spike Lee
- 2016: Patrick Stewart
- 2017: Stephen Chbosky
- 2019: Mounia Meddour
- 2020: Mark Wahlberg
- 2021: Val Kilmer
- 2022: Joe Mantegna
- 2023: Dennis Quaid
- 2024: Alejandro Monteverde